# NGC 5084
NGC 5084 ist eine Linsenförmige Galaxie mit aktivem Galaxienkern vom Hubble-Typ S0 und liegt im Sternbild Jungfrau auf der Ekliptik. Sie ist schätzungsweise 71 Millionen Lichtjahre von der Milchstraße entfernt und hat einen Durchmesser von etwa 220.000 Lichtjahren. Gemeinsam mit vier anderen Galaxien bildet sie die kleine Galaxiengruppe LGG 345. Im selben Himmelsareal befindet sich u. a. die Galaxie NGC 5068.
Das Objekt wurde am 10. März 1785 von Wilhelm Herschel entdeckt.

## NGC 5084-Gruppe (LGG 345)
| Galaxie   | Alternativname | Entfernung/Mio. Lj |
| --------- | -------------- | ------------------ |
| NGC 5084  | PGC 46525      | 71                 |
| NGC 5087  | PGC 46541      | 78                 |
| NGC 5134  | PGC 46938      | 73                 |
| PGC 46889 | ESO 576-50     | 82                 |
| PGC 46574 | ESO 576-40     | 74                 |